# Лейкангер
Лейкангерⓘ (норв. Leikanger), — місто і комуна в Норвегії. Разом з Германсверком є столицею фюльке Согн-ог-Ф'юране.
Місто Лейкангер і однойменна комуна знаходяться в середній частині фьорда Согнефьорд, що виходить в Норвезьке море, на південному узбережжі фьорда. Адміністративно місто і комуна входять в фюльке (провінцію) Согн-ог-Ф'юране. На протилежній від Лейкангера стороні фьорда розташоване місто Вік.
Площа комуни становить 180 км². Чисельність населення — 2.182 особи (на 1 січня 2010 року). Щільність населення дорівнює 12,3 чол./км ². Міський район часто називають Систрондом, тому людей з Лейкангера часто називають систрондцями.

## Загальна інформація
Лейкангер був створений як комуна 1 січня 1838 (див. formannskapsdistrikt). Комуна була ідентична Лейканґерській парафії (prestegjeld) з шістьма суб-парафіями(sokn) Лейкангера, Фресвіка, Рінде, (пізніше названий Фейос), Ванґснеса, Тюґума і Мундаля (Мундаль пізніше був перейменований на Ф'єрланд). У 1849 році суб-парафії Ванґснеса, Тюґума і Мундаля були передані до новоствореного Балестраннського приходу (prestegjeld). Новий прихід був відділений від Лейкангера в 1850 році і був перетворений в однойменну комуну Балестранн. Цей розкол залишив Лейкангер з 2368 жителями.
1 січня 1964 року, область Хелла-Айторн (населення: 31) була переведена з Балестранна до Лейкангера. Крім того, область Танґстад (населення: 5) була передана до сусідньої комуни Сонндаль. Ці зміни залишили Лейкангер з 2680 жителями. 1 січня 1992 року суб-парафії Лейкангера, що розташовані на південь від Согнефьорда, у тому числі Фейос і Фресвік (загальна чисельність населення: 572) були передані до комуни Вік. Це рішення залишило Лейкангер лише з однією суб-парафією: Лейкангером.

## Походження назви
Комуна (спочатку прихід) названий на честь старої ферми Лейкангер (давньоскандинавська: Leikvangir), так як там була побудована перша церква. Першим елементом є leikr, що означає «спорт» або «легка атлетика», а останній елемент є формою множини vangr, що означає «луг». До 1889 року писали назву Lekanger.

## Герб
Герб затвердили 5 вересня 1963 року. На ньому показана гілка яблуні. Гілка яблуні є символом багатьох садів в місті і, отже, місцевої економіки. Три листи також символізують три парафії в місті.

## Церкви
Церква Норвегії має одну церкву в комуні Лейкангер. Вона є частиною Дієцезії Бьорвіна і Деканату Індре, (Согн).
| Парафія (Prestegjeld) | Субпарафія (Согн) | Назва церкви     | Збудовано | Місцезнаходження церкви |
| --------------------- | ----------------- | ---------------- | --------- | ----------------------- |
| Парафія Лейкангера    | Лейкангер         | Leikanger kyrkje | 1166      | Лейкангер               |

## Міста-побратими
- — Рібе, Данія

## Географія
Лейкангер розташований на північній стороні Согнефьорда і на схід від Фярландсфьорда. Він межує на півночі і сході з комуною Согндаль, на заході — з Балестранном, і на півдні з Віком.